# ハンブルク空港

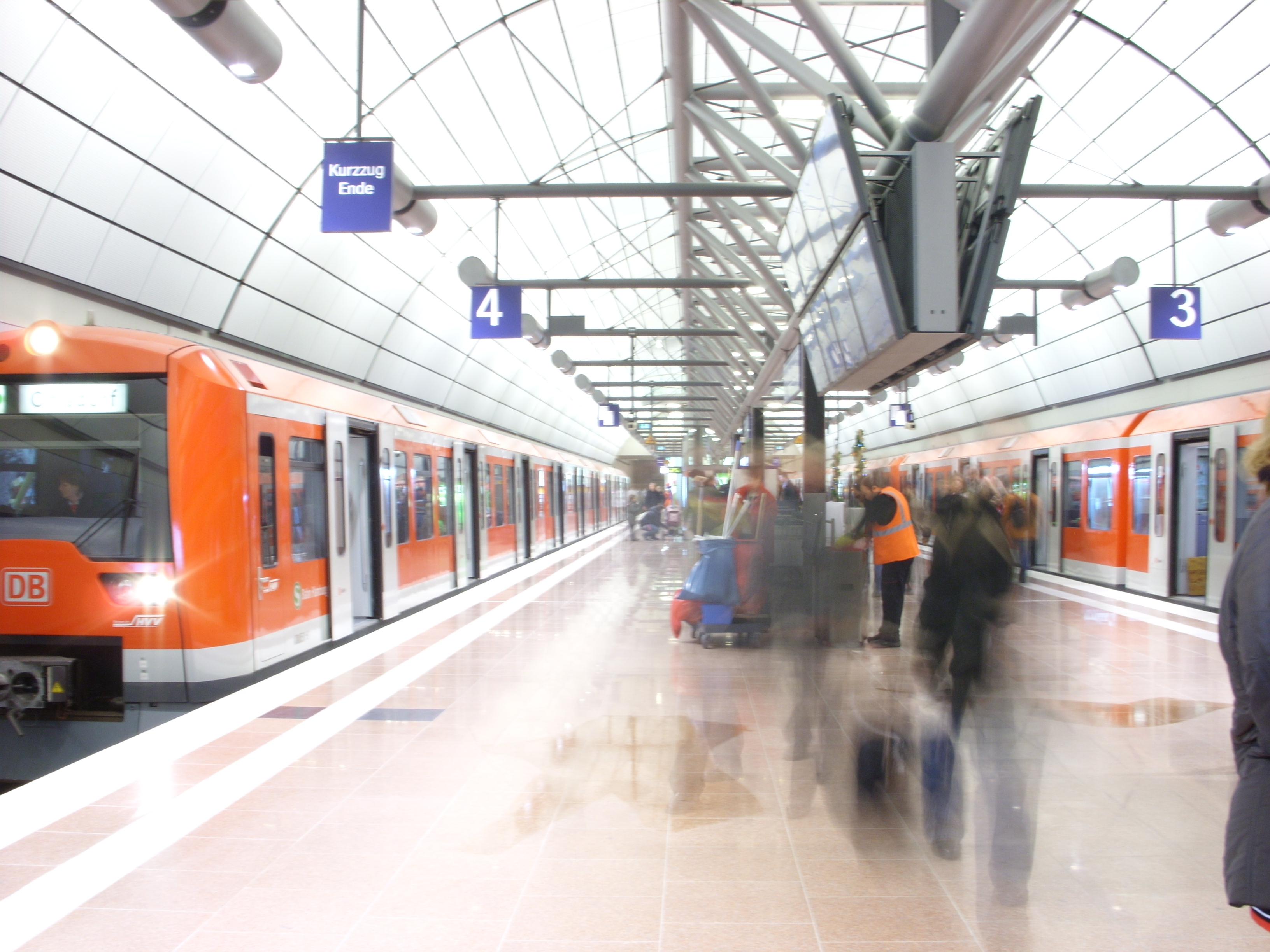
ハンブルク空港駅

ハンブルク空港（Flughafen Hamburg）は、ドイツ・ハンブルクにある国際空港である。

## 概要
ハンブルク市の中心から約9km北に位置する。開港は1911年でドイツの現役の空港では最も長い歴史を持つ。扱い旅客数は年間約1600万人（2016年）でドイツ国内第5位。

## 略歴
1911年開港。民間資本によって建設された。当初は飛行船の発着に利用された。
第二次世界大戦中は軍用空港となっていた。戦後はイギリス軍に摂取され、ベルリン封鎖中は空輸作戦の出発地となった。
1953年からルフトハンザ・テヒニーク（Lufthansa Technik）の本拠地となっており、空港西端にハンガーが併設されている。
1970年代には、輸送量の急増にともない、ハンブルク市の北方に位置するシュレースヴィヒ＝ホルシュタイン州・カルテンキルヒェン（Kaltenkirchen）への移転案が浮上したが、結局従来の位置での拡張が決まった。
2005年5月25日、新しいアクセス道路を含む新ターミナルビルの営業を開始。ヨーロッパでも最も近代的な空港の一つへと変貌した。

## 空港へのアクセス
2008年12月12日より空港連絡鉄道として、ハンブルクSバーンS1系統が、Ohlsdorf駅で電車を分割・併合する形で運行している。空港駅4時台着〜0時台発、10分間隔（早朝・深夜は20分間隔）で、ハンブルク中央駅との所要時間は約25分。

## 就航航空会社
コードシェア・季節運航も含む
- ルフトハンザ
- ユーロウイングス
- コンドル航空
- TUI航空
- ターキッシュ エアラインズ
- ペガサス航空
- スカイ航空
- サンエクスプレス
- ブリティッシュ・エアウェイズ
- イージージェット
- ライアンエアー
- エアリンガス
- アエロフロート・ロシア航空
- ロシア航空
- イベリア航空
- エア・ヨーロッパ
- チュニスエア
- ヌーベル航空
- エーゲ航空
- エア・バルティック
- エールフランス
- マルタ航空
- オーストリア航空
- ブリュッセル航空
- Bulgarian Air Charter
- ウィズエアー
- チェコ航空
- エミレーツ航空
- フィンエアー
- イラン航空
- KLMオランダ航空
- LOTポーランド航空
- ルクスエア
- ノルウェー・エアシャトル
- スカンジナビア航空
- 南アフリカ航空
- スイス インターナショナル エアラインズ
- TAP ポルトガル航空